# Bema (motorfiets)
Bema is de naam van een Nederlandse scooterfabriek uit de jaren vijftig.
Bema stond voor: Ben Maltha. Hij produceerde in 1950 onder de naam Bema scooters met Villiers-blokjes van 122 en 197 cc. Bijzonder was dat het plaatwerk uit glasfiber bestond. De ANWB beproefde nog een Bema-scooter met zijspan.